# Różnowo (powiat iławski)
Różnowo – wieś w Polsce położona w województwie warmińsko-mazurskim, w powiecie iławskim, w gminie Susz, na Pojezierzu Iławskim, przy trasie drogi wojewódzkiej nr 515.
Do 1954 roku siedziba gminy Różnowo. W latach 1975–1998 miejscowość należała administracyjnie do województwa elbląskiego.